# ذو الشعاع المطوي
ذو الشعاع المطوي (الاسم العلمي: Actinorhytis calapparia)، جنس نباتات مُزهرة أحادية النوع من فصيلة النخلية توجد في أوقيانوسيا وجنوب شرق آسيا. وتعرف باسم نخل كلابا، موائلها الغابات المطيرة ولها فاكهة كبيرة جدًا. الاسم العلمي مؤلف من كلمتين يونانيتين قديمتان تعنيان (الشعاع المطوي) وذلك في إشارة إلى شكل سويداء البذرة.